# Oddworld: Strangers Vergeltung
Oddworld: Strangers Vergeltung ist ein Actionspiel des US-amerikanischen Videospielentwicklers Oddworld Inhabitants und der vierte Titel der Oddworld-Reihe. Er wurde erstmals 2005 über den US-amerikanischen Publisher Electronic Arts für Xbox veröffentlicht. Im Dezember 2010 wurde der Titel im Rahmen der Oddworld-Spielsammlung OddBoxx auf Windows portiert. 2012 erfolgte die Veröffentlichung eines grafisch überarbeiteten HD-Remakes für Windows, PlayStation 3, PlayStation Vita, später auch für iOS, Android und MacOS. Am 23. Januar 2020 erschien das Spiel auch für die Nintendo Switch im Nintendo eShop, am 26. Mai 2020 soll eine physische Version erscheinen.

## Handlung
Zentrale Spielfigur ist der namensgebende Kopfgeldjäger Stranger, der Geld für eine lebensrettende Operation benötigt. Um diese finanzieren zu können, betätigt er sich als Kopfgeldjäger. Er bereist verschiedene Städte, die von den hühnerartigen Clakkers bewohnt sind. Schließlich gelangt er nach New Yolk City und in das Gebiet des ehemaligen Mungo-Flusses. Dort leben auch die salamanderartigen Grubbs, welche von einem Dämonen tyrannisiert werden, seit die einstigen Beschützer der Gubbs, die Rasse der Steef, ausgelöscht wurden. Während die Clakkers den Pionieren des Wilden Westens ähneln, sind die Grubbs die in Stämmen lebenden Ureinwohner.
Bei Strangers Ankunft leidet die gesamte Region unter Wassermangel, nachdem ein gewisser Sekto durch den Bau einer Staumauer für das Austrocknen des Mungo-Flusses gesorgt hat. Sekto ist auch verantwortlich für die Auslöschung der Steef. Da er jedoch überzeugt ist, dass noch weitere Steef existieren, ist er weiterhin auf der Suche nach Überlebenden und bietet ein hohes Kopfgeld für die Tötung jedes Steef. Nachdem Stranger Sekto angerufen hat, um über das Preisgeld eines Steef zu verhandeln, hat Sekto den Verdacht, dass Stranger Informationen über den Verbleib der restlichen Steef besitzt. Daher setzt er den Gangster D. Caste Raider auf ihn an, um ihn gefangen zu nehmen und zu verhören. Während der Befragung stellt sich heraus, dass Stranger selbst ein Steef ist. Zuvor hat sich Stranger bereits seine Hörner operativ entfernen lassen und die anstehende Operation, für die er bislang Geld sammelte, sollte seine vier Beine zusammennähen, damit sie wie zwei Beine wirken. Bisher versteckte er sie in seiner Hose und Stiefel.
Dank der Hilfe der Grubbs gelingt es Stranger zu entkommen und zurück nach New Yolk City zu kehren. Doch die Einwohner der Stadt, die Clakkers, erkennen nun, dass Stranger ein Steef ist. Sie jagen ihn sowohl wegen des ausgesetzten Kopfgeldes als auch aus Angst vor Steefs. Stranger findet bei den Grubbs Obhut. Dort wird er gebeten, die Stadt „Letztes Loch“ vor Sektos Schergen, den Wolvarks, zu verteidigen.
Nachdem Stranger dies geschafft hat, spricht er mit dem Anführer der Grubb-Population. Der Anführer enthüllt ihm, dass Sekto der Dämon ist, der sie tyrannisiert. Nun soll Stranger zum Staudamm weiterziehen, diesen zerstören und Sekto besiegen. Stranger kämpft sich mithilfe einer Invasion der Grubbs durch den Staudamm nach ganz oben. Bei der finalen Konfrontation mit Sekto wird die Staumauer zerstört und das Versteck der Verbrecher überflutet. Während Sekto im Sterben liegt, wird deutlich, dass er ebenfalls ein Steef ist, der einst von einem Dämonen besessen wurde, eine krakenähnliche Kreatur. Dieser verlässt jedoch den Körper des Sterbenden und entkommt über den Fluss.

## Spielprinzip
Das Spiel kombiniert Elemente von Action-Adventures und Ego-Shootern und ist in einem Wild-West-Szenario angesiedelt. Das Spiel wird wahlweise aus einer Verfolger- oder Ego-Perspektive wiedergegeben. Der Spieler erledigt diverse Aufträge, die im Kopfgeldjägerbüro der Stadt erhältlich sind und die Ablieferung diverser Verbrecher beinhalten. Eine Besonderheit des Spiels ist die lebendige Munition, die Stranger für seine Armbrust verwendet. Sie besteht aus kleinen Tierchen, die innerhalb der Spielwelt eingesammelt werden können und unterschiedliche Schadenseffekte aufweisen, etwa Bissattacken, Explosionen oder das Einspinnen von Gegnern. Die Armbrust kann mit zwei unterschiedlichen Munitionsarten gleichzeitig bestückt werden, die mit unterschiedlichen Aktionstasten ausgelöst werden. Alternativ kann sich der Spieler auch per Faustkampf, Kopfstoß oder einer Rammattacke gegen Feinde zur Wehr setzen. Gangster können sowohl getötet als auch betäubt und mit Hilfe eines staubsaugerartigen Einfängers festgesetzt werden. Im Kopfgeldjägerbüro erhält Stranger hierfür eine Prämie, die bei lebendig abgelieferten Banditen höher ausfällt. Im späteren Spielverlauf ändert sich dieses Prinzip leicht. Da Stranger nicht länger als Kopfgeldjäger arbeitet, gibt es keine zentralen Areale wie die Städte mehr, zu denen er nach erfolgreicher Jagt zurückkehrt. Stattdessen führt ihn sein Weg von Ort zu Ort. Die eingefangenen Gegner dienen nicht mehr als Geldquelle, sondern zum Auffüllen der Munition.

## Rezeption
Strangers Vergeltung erhielt mehrheitlich positive Bewertungen (GameRankings: 87,04 % / Metacritic: 88 von 100).

“With its clever ideas and impressive graphics, Oddworld is tremendous fun for a while, although it lacks the depth and varied gameplay of recent action games like Half-Life 2 and Resident Evil 4.”

„Mit seinen cleveren Ideen und seiner beeindruckenden Grafik bietet Oddworld für eine Weile enormen Spaß, obwohl es die Tiefe und das variable Gameplay aktueller Actionspiele wie Half-Life 2 und Resident Evil 4 vermissen lässt.“

Stranger’s Wrath is a puzzling departure for Oddworld but the finest in the series. Few games are this fresh or entertaining. […] The gripping story is often hilarious and features clever twists. The game's closing stanza is action-packed with exhausting battles against swarming opponents across spectacular locations.

„Strangers Vergeltung ist eine verblüffende neue Richtung für Oddworld, aber die beste der Serie. Wenig Spiele sind so frisch und unterhaltsam. […] Die fesselnde Handlung ist oft urkomisch und beinhaltete clevere Wendungen. Der finale Akt des Spiels ist voller Action mit aufreibenden Kämpfen gegen ausschwärmende Gegner an spektakulären Schauplätzen.“

Die Entwicklung wurde überschattet von Querelen zwischen Oddworld Inhabitants und Publisher Electronic Arts. Unter anderem strich der Publisher die zuvor zugesicherte Portierung auf PlayStation 2. Trotz positiver Kritiken war das Spiel daher kein finanzieller Erfolg, da statt der für das Erreichen der Gewinnschwelle notwendigen 1,6 Millionen Kopien nur 600.000 abgesetzt wurden, nach Abverkauf der ersten Charge wurden nach Angaben Lannings auch keine Einheiten mehr nachproduziert. Das schlechte Verkaufsergebnis führte dazu, dass Oddworld Inhabitants Verluste schrieb.

## Nachfolgeprojekte

### Oddworld: The Brutal Ballad of Fangus Klot
Im April gab Oddworld Inhabitants die Entwicklung eines weiteren Oddworld-Spiels bekannt. Es sollte die mit Strangers Vergeltung düsterer gewordene Atmosphäre fortführen und sich thematisch mit Feindschaft zwischen Hunden und Katzen auseinandersetzen. Aufgrund des finanziellen Misserfolgs von Strangers Vergeltung und der Unzufriedenheit von Firmenchef Lanning mit dem Publisher-Finanzierungsmodell, wurde die Entwicklung des in Zusammenarbeit mit Majesco Entertainment angekündigten Nachfolgespiels Oddworld: The Brutal Ballad of Fangus Klot bereits kurz nach der Ankündigung wieder abgebrochen. Im April 2005 gab Lorne Lanning bekannt, dass Oddworld Inhabitants seinen Firmensitz nach Berkeley verlegt und gleichzeitig die Arbeiten als Spieleentwickler eingestellt habe.

### Oddworld: Strangers Vergeltung HD
Im Juli 2010 kündigte das britische Entwicklungsstudio Just Add Water an, gemeinsam mit Oddworld Inhabitants an einer Wiederbelebung des Oddworld-Universums zu arbeiten. Nach der Neuveröffentlichung aller Oddworld-Titel per digitaler Distribution wurde eine Überarbeitung und Neuveröffentlichung aller bisherigen Titel auf weiteren Plattformen angekündigt. Den Anfang machte Strangers Vergeltung, da es zum einen der jüngste und, gemäß eigener Angaben, der am schnellsten umsetzbare Titel war; zum anderen basierte das Spiel vollständig auf eigener Technologie von Oddworld Inhabitants, die daher vollständig zur Verfügung stand. Oddworld: Strangers Vergeltung HD erschien im Dezember 2011 für PlayStation 3 und am 19. Dezember 2012 für PlayStation Vita, jeweils als Downloadtitel über das PlayStation Network. Die PC-Version wurde am 14. September 2012 als kostenloses Upgrade für die Download-Version des Spiels (OddBoxx) veröffentlicht. Zahlenmäßig überstieg der Absatz der digitalen Neuveröffentlichung das Ergebnis der Erstveröffentlichung. Bis März 2014 konnten an die 600.000 Kopien verkauft werden.